# Аксьонов Бено Максович
Бено Максович Аксьонов (рум. Băno Axionov, рос. Бэно Максович Аксёнов, англ. Beno Axionov, нім. Bäno Axionov; нар. 2 квітня 1946) — радянський та молдовський театральний режисер, актор театру, кіно та телебачення, педагог, сценарист. Заслужений артист Молдавської РСР. Лауреат міжнародних, всесоюзних та республіканських театральних фестивалів.

## Біографія
Народився 2 квітня 1946 року у місті Мінську (Білоруська РСР) у родині музикантів Макса Фішмана та Лідії Аксьонової.
Навчався у 3, 5, 41 школах міста Кишиніва (Молдавська РСР), а з восьмого класу і до випуску вчився у 4-й середній школі.
Чемпіон Молдови у бігу на 200 та 400 метрів з бар'єрами (тренувався у Заслуженого тренера МРСР Євгенія Ігнатовича Зибченка).
1969 закінчив кишинівський державний інститут мистецтв ім. Г. Музическу (акторський курс, викладач Н. Аронецка), курс проходив навчання в Ленінградському державному інституті театру, музики і кінематографії і до 1973 року працював у Тираспольском театрі актором та асистентом режисера. Того ж року на запрошення Кишинівського театру ім. А. П. Чехова перейшов до цього театру.
Навчався в Москві у режисерській лабораторії М. Кнебель.
Підвищував кваліфікацію на вищих режисерських курсах (Московська Академія перепідготовки митців) та в театрі Моссовєта у П. Хомського .
Був ведучим телепередач Молдавського телебачення «Аричул», «Лавка Аричула» «Угадайка» та «Театр мініатюр».
Викладав у кишинівському державному інституті мистецтв ім. Г. Музическу.
1991 року відзначений званням Заслуженого артиста МРСР.
2006 року вийшла книга «Театр Бено Аксьонова» (автор В. Склярова).
З 2007 року проживає у Німеччині, де продовжує займатися режисерською діяльністю, проводить майстер-класи та читає лекції про історію та мистецтво Молдови, України, Росії, Білорусі, Румунії.

## Театральні постановки

#### Здійснив постановки понад 60 вистав в Молдові та за кордоном
- «Король Мацюсь Перший» Я. Корчака[30],
- «Людський голос» Ж.Кокто,
- Луїза Міллер (Підступність і кохання)  Ф Шиллера,
- «Пропозиція» А.Чехова[31],
- Книга пісень Г. Гейне,
- «Самовбивця» М. Ердмана[32][33],
- Казку про царя Салтана О. Пушкіна[34][35],
- «Життя та пісні» Рільке,
- «Баба — яга и два клёна» Е. Шварца.[36][37],
- Кіт у чоботях Ш. Перро[38][39],
- «Зупиніть літак, я злізу!» Ю. Севела[40],
- «Таємниця матінки Бузини» – мюзикл за казкою Г. Х. Андерсена,
- «Пані та Панове» за А.Чеховом[41][42].
- «Серцю не накажеш» (Совиновники) Гете,
- «Семейная жизнь с посторонним, или именины с костылями» С. Лобозёрова[43][44][45][46],
- «Я дуже люблю тебе, мамо!» (за п'єсою «Поки вона вмирала») Н. Птушкина[47][48],
- «Кохання та Ненависть» (Анджело, тиран Падуанський) В. Гюго[49][50][51][52],
- «Біда від ніжного серця» В. Соллогуб[53][54][55],
- Нотатки божевільного М. Гоголя[56][57][58][59][60][61][62],
- «Исповедь или Оля, Женя, Зоя, Варя…» по рассказам А. П. Чехова. («Theaterkeller» FTSK г. Гермерсхайм. Германия)[63][64][65].
- Чужа дружина й чоловік під ліжком Ф. Достоєвського[66][67][68] та ін[69][70][71][72].[73][26].

## Ролі в театрі i кіно

#### Б. Аксьонов втілив понад 200 різнопланових ролей у театрі
- Фадинар — «Солом'яний капелюшок» Э. Лабіша, режисер Н. Аронецька[74],
- Дячок Гикін – «Відьма» А. Чехова, режисер Н. Аронецька,
- Рисположенский — «Свої люди — розрахуємося» О. Островського, режисер Ю. Доронченко[75][76],
- Цар Дормідонт — «Горя боятися — щастя не бачити» С. Маршака, режисер Ю. Доронченко,
- Ломов — «Пропозиція» A. Чехова, режисер Б. Аксьонов,
- Фет-Фрумос – «Фет-Фрумос» румунська/молдавська казка», режисер Н. Аронецька,
- Оброшенов — «Жартівники» О. Островського, режисер Н. Аронецька[77],
- Луї Гассіон, Жан Кокто, Глядач, Репортер, Жебрак, Сусід — «Едіт Піаф» В. Легентової, режисер А. Гукленков,
- Баба Яга — «Два клена» Є. Шварца режисер Н. Беціс,
- Єремєєв — «Прошлым летом в Чулимске» О. Вампілова, режиссер Б. Малкін,
- Ален, Ж.-Б. Мольєр — «Школа дружин» Ж.-Б. Мольєра, режисер Н. Аронецька[78],
- Медведенко — Чайка А. Чехова, режисер Н. Беціс,
- Чафе – «Руда кобила з дзвіночком» І. Друце, режисер В. Апостол,
- Дзанні, Мати, Таксист, Диригент, Друг сім'ї, Лікар, Поліцейський — у мюзиклі «Подружня ідилія» Чаріне та Джованні, режисери С. Мітін та Н. Бецис[79],
- Дрібний уламок — «У відкритому морі» С. Мрожека, режисер М. Абрамов,
- Сушич — «Ујеж» Б. Нушич, режисер В. Апостол,
- Пастушок — «Свалка» О. Дударова, режисер М. Абрамов,
- Менахем-Мендел — «Поминальна молитва» Гр. Горіна, режисер В. Мадан,
- Херея — «Каліґула» А. Камю, режисер Л. Ластівка,
- Чубуків — «Пропозиція» Чехова, режисер Б. Аксьонов,
- Полоній - «Вбивство Гонзаго» Н. Йорданова», режисер М. Поляков,
- Тимошин — «Ми йдемо дивитися „Чапаєва“» О. Данилова, режисер I. Шац[80],
- Рольдан — «Дикун» А. Касона, режисер А. Баранніков,
- Михаленко — «Щасливий день» О. Островського, режисер Н. Аронецька,
- Спіраке — «Титанік-вальс» Т. Мушатеску, режисер С. Лука та ін.

#### За свою кар'єру актор зіграв понад 20 ролей у кіно
- Жулік — «Марк Твен проти...» кінорежисер М. Григор'єв[81],
- Журналіст — «І прийде день» кінорежисер М. Ізраїлев[82].[83],
- Агент — «Емісар закордонного центру» кінорежисер В. Брескану[84],
- Махновець — «Велика, мала війна» кінорежисер В.Паскару[85],
- Гриженару — «Потяг до Каліфорнії», кінорежисер І. Талпа[86],
- Татарин — «На дні» кінорежисер В. Цапеш. (6 серій), Павлик — «Повернення Титаніка», режисер І. Талпа. (2 серії)[87][88],
- Електрик — «Антологія приколів», кінорежисер Ю. Музика[89],
- Дід — «Who Is Next?» (Хто наступний?), кінорежисер Б. Аксьонов[90][91][92] та ін.

## Родина
- Дружина — Світлана Дмитренко (нар. 1951) — doctor habilitat соціології (2000), кандидат філософських наук (1980), головний науковий співробітник Iнституту філософії, соціології та права Академії наук Молдови.[93][94][95][96][97][98], дочка доктора мистецтвознавства Матуса Яковича Лівшиця та кандидата психологічних наук  Лідії Германівни Жабицької.
- Син від першої дружини — Владислав Бенович Аксьонов (нар. 1976), доктор історичних наук (2021), провідний науковий співробітник Інституту російської історії РАН[99][100][101][102][103][104].
- Брат — Артур Максович Аксьонов (нар. 1956), піаніст, доцент кафедр спеціального фортепіано та концертмейстерської підготовки Російської академії музики ім. Гнєсіних i  професор Levine School of Music Washington, D.C.[105][106][107][108].